# Очеретянка сундайська
Очеретянка сундайська (Horornis vulcanius) — вид горобцеподібних птахів родини Cettiidae.

## Поширення
Вид поширений на трьох найбільших островах Індонезії: Суматра, Ява та Борнео, та майже на всіх менших островах від Балі до Тимору, а також на філіппінському острові Палаван. Його природним середовищем існування є вологі гірські тропічні ліси.

## Спосіб життя
Мешкає у густих лісах. Полює на дрібних комах у підліску і на землі.

## Підвиди
- Horornis vulcanius sepiaria (Kloss, 1931) — Північна Суматра;
- Horornis vulcanius flaviventris (Salvadori, 1879) — Центральна та Південна Суматра;
- Horornis vulcanius palawana (Ripley & Rabor, 1962) — південний Палаван;
- Horornis vulcanius banksi (Chasen, 1935) — північно-західний Борнео;
- Horornis vulcanius oreophila (Sharpe, 1888) — північ Борнео;
- Horornis vulcanius vulcania (Blyth, 1870) — Ява, Ломбок, Сумбава;
- Horornis vulcanius kolichisi (Johnstone & Darnell, 1997) — Алор;
- Horornis vulcanius everetti (E. J. O. Hartert, 1898) — Тимор.